# 8-я флотилия подводных лодок кригсмарине
8-я флотилия подводных лодок кригсмарине — подразделение военно-морского флота нацистской Германии, служила учебным подразделением для притирки команд перед вступлением лодок в боевые флотилии.

## История
8-я флотилия была создана в октябре 1941 года в Кёнигсберге. В это время боевые флотилии перебазировались во французские гавани, а учёба производилась в 4-й, 5-й и 8-й флотилиях. 8-я флотилия в основном готовила экипажи субмарин типа VII-C. В 1942 году подразделение перебазировалось в Данциг. Эмблемой флотилии была подводная лодка на фоне герба Данцига. Флотилия была расформирована в январе 1945 года.

## Состав
В разные годы обучение в 8-й флотилии проходили 258 подводных лодок, в том числе:
| Тип        | Количество |
| ---------- | ---------- |
| VII-C      | 187        |
| VII-C / 41 | 40         |
| VII-D      | 1 (U-218)  |
| IX-B       | 1 (U-108)  |
| XVII-A,B   | 6          |
| XXI        | 23         |
| XXIII      | 1 (U-2339) |

## Командиры
| Время                      | Командующий флотилией               |
| -------------------------- | ----------------------------------- |
| октябрь 1941 — январь 1942 | капитан-лейтенант Вильгельм Шульц;  |
| январь 1942 — январь 1943  | корветтен-капитан Ганс Экерман;     |
| январь 1943 — май 1943     | капитан цур зее Бруно Ман;          |
| июнь 1943 — апрель 1944    | корветтен-капитан Вернер фон Шмидт; |
| май 1944 — январь 1945     | фрегаттен-капитан Ганс Паукштадт    |